# The National Parks: America's Best Idea
The National Parks: America's Best Idea is een Amerikaanse documentaire die in 2009 als zesdelige miniserie op televisie werd uitgezonden. De documentaire werd geregisseerd en geproduceerd door Ken Burns en geschreven en gecoproduceerd door Dayton Duncan. Ze werd verdeeld en uitgezonden door PBS, een niet-commercieel televisienetwerk. De documentaireserie gaat over de geschiedenis van het Amerikaanse National Park System. Ze won twee Emmy Awards in 2010.
Peter Coyote is de verteller, terwijl verschillende andere stemacteurs (Adam Arkin, Philip Bosco, Kevin Conway, Andy García, Tom Hanks, Clay S. Jenkinson, John Lithgow, Josh Lucas, Carolyn McCormick, Campbell Scott, George Takei, Eli Wallach en Sam Waterston) historische personages op zich nemen.